# Lithocarpus rufus
Lithocarpus rufus är en bokväxtart som först beskrevs av Gen-Iti Koidzumi, och fick sitt nu gällande namn av Aimée Antoinette Camus. Lithocarpus rufus ingår i släktet Lithocarpus och familjen bokväxter. Inga underarter finns listade.